# Luz del Fuego
Luz del Fuego född Dora Vivacqua den 21 februari 1917 i Cachoeiro de Itapemirim, Espírito Santo, död den 19 juli 1967, var en brasiliansk feminist, naturist, skådespelare, dansare och ormtjusare.

## Biografi
Luz del Fuego var det femtonde barnet till de italienska immigranterna Etelvina och Antonio Vivacqua, och syster till senatorn Attilio Vivacqua. På 1930-talet var hon inlagd på sjukhus i Belo Horizonte under två månader eftersom hennes föräldrar trodde att hon var psykiskt sjuk, sedan hon blivit utskriven flyttade hon till sin brors lantgård. Där attackerade hon honom, klädd i vinrankor och bärande två vinsnokar i händerna. Hon återfördes därför till ett sjukhus, då i Rio de Janeiro.
År 1944 började hon som professionell dansare under artistnamnet "Luz Divina", som hon 1947 bytte till “Luz del Fuego”, namnet på ett läppstift från Argentina. Hon uppträdde med en pyronorm kring sin kropp och blev mycket känd på sin tid.
År 1946 medverkade hon i Franz Eichhorns film No Trampolim da Vida, och påföljande år i huvudrollen i Luis Moglia Barths argentinsk-brasilianska samproduktion Não Me Digas Adeus. År 1948 deltog hon i Moacyr Fenelons musikalkomedi Poeira de Estrelas mot Lourdinha Bittencourt och Emilinha Borba, och hade även en roll i Manoel Jorges och Hélio Thys musikalkomedi Folias Cariocas.
På ön Ilha do Sol (Sol-ön), startade hon den första naturistföreningen i Brasilien, "Brazilian Naturist Club". På tidigt 1950-tal grundade hon även ett politiskt parti kallat Brazilian Naturist Party, för att bli ledamot I kongressen. Hon förlorade valet på grund av att hennes bror, Attilio, hävdade att partiet inte var officiellt etablerat. År 1956 var hon med i Curt Siodmaks film Curucu, Beast of the Amazon som spelades in på landsbygden i Argentina, år 1959 hade hon huvudrollen i Al Ghius komedi Comendo de Colher. Hennes sista filmroll var i Robert Days Tarzan and the Great River. År 1967 mördades hon av en fiskare då hon hade planerat att agera mot miljökonsekvenser av utfiskning.
Hon porträtterades 1982 i David Neves film Luz del Fuego med Lucélia Santos i titelrollen. År 2013 påträffades en förlorad dokumentärfilm om henne, A Nativa Solitária, som har restaurerats.
För hennes mod att stå upp mot de fördomar som fanns i hennes tid kring nakenhet har hennes födelsedag, den 21 februari, valts till "naturismens dag" i Brasilien.

## Övrigt
Den brasilianska författaren Andréa del Fuego, använder en pseudonym, som refererar till Luz del Fuego.